# Askims IK
Askims IK är en idrottsförening från Askim i Göteborgs kommun i Västergötland/Västra Götalands län, bildad 1933 i dåvarande Askims landskommun. Klubbens första gren var friidrott men idag är föreningen en renodlad fotbollsförening. Genom historien har föreningen även utövat bandy, bordtennis, handboll, orientering samt bridge och teater. Säsongen 2022 vann klubbens damlag såväl sin division III-seroe som kvalspelet till division II medan herrlaget återfanns i division VI.

## Fotbollens tidiga år
År 1936 startade föreningen sitt första fotbollslag för herrar. Klubbens tidiga dresser var röd tröja, vit byxa och röda strumpor. Det första damlaget startades 1976, tre år senare de första flicklagen.

## Meriter
AIK:s herrar har som högst spelat i tredjedivisionen (-1986 Division III, 1987-2005 Division II, därefter division I), vilket skett vid ett flertal olika tillfällen. Första gången var en tvåårig vist i gamla division III 1984-1985, då en imponerande femteplats 1984 åtföljdes av en tiondeplats och nedflyttning 1985. Laget återkom till tredjedivisionen, nu division II, 1991-1993 och för en tredje gång 2002.
Damlaget har mestadels spelat i division III men genom kvalvinst är man för första gången kvalificerat för division II säsongen 2022.